# Iure uxoris
Iure uxoris o de vegades també jure uxoris és una frase llatina que significa «pel dret de la seva dona». S'empra per fer referència al títol que el marit adquireix pel seu matrimoni amb una dona que posseeix la dignitat nobiliària suo iure.
El marit d'una heretera nobiliària es fa digne de tenir per a ell les propietats i títols pel dret que en té la seva dona. A l'edat mitjana, aquest acord nupcial era acostumat àdhuc per a les reines i les princeses regnants. Així doncs, el marit de la monarca es convertia al seu torn en rei amb facultats plenes. El rei i els seus descendents continuaven essent monarques després de la dona de l'heretera al títol, la qual cosa causava canvis successoris de dinasties, com va passar, per exemple, amb la unió de Maria I d'Hongria i Segimon de Luxemburg, i posteriorment el cas del matrimoni de Ferran I d'Habsburg amb Anna d'Hongria, que va permetre a Ferran fer-se rei d'Hongria i de Bohèmia, afegint aquests territoris a l'Imperi dels Habsburg, que arribà fins al segle xx; o l'ascensió dels Habsburg al tron de Castella amb el matrimoni entre Joana I de Castella i Felip I.
En alguns casos, si el rei i la reina no tenien descendència durant el matrimoni, el rei abandonava el regne i renunciava al títol després de la mort de la cònjuge. En altres casos, després de la mort de la reina, el monarca, si hi havia hereters concebuts durant el matrimoni, abdicava a favor d'ells segons els pactes prèviament fets. Si el matrimoni es dissolia, el rei mantenia el títol i la dona perdia els drets sobre el regne, com en el divorci de Mateu d'Alsàcia i Maria de Boulogne, qui es van divorciar el 1170, Maria va deixar de ser comtessa mentre que Mateu I va continuar governant.
En segles posteriors a l'edat mitjana, per protegir la línia dinàstica, la dona continuava al poder, però el marit rebia el títol amb certes facultats. Per exemple, Maria I d'Anglaterra, després del seu matrimoni amb Felip II d'Espanya, o l'emperadriu Maria Teresa I d'Àustria i Francesc I com a emperador consort i amb comandament reial. Després de l'abolició de les anomenades lleis sàliques que excloïen de la línia de successió la descendència femenina, el títol de rei per iure uxoris va emprar-se amb més regularitat, evidentment. En altres països amb monarquies, com el Regne Unit, el consort d'una monarca femenina no rep el títol de rei.